# My Belarusy
My, Belarusy (bjeloruski Мы, Беларусы i My, Biełarusy, hrv.: Mi, Bjelorusi), je neslužbeni naslov bjeloruske državne himne.  Službeni je naziv "Državna himna Republike Bjelorusije". Glazbu je napisao Niescier Sakałoŭski, a stihove Mihas Klimkovič. Kao himnu je od 1955. do 1991. koristila Bjeloruska Sovjetska Socijalistička Republika. Nakon raspada SSSR-a, kao državna himna Bjelorusije koristila se samo glazbena podloga. Inačicu s novim stihovima (koje je, uz Klimkoviča, napisao i Uladzimir Karyzny) odobrio je 2002. predsjednik Aleksandar Lukašenko.

## Vanjske poveznice
- My Belarusy na stranici bjeloruskog predsjednika (president.gov.by)

### Ostali projekti
|  | Zajednički poslužitelj ima stranicu o temi My Belarusy           |
|  | Zajednički poslužitelj ima još gradiva o temi Anthems of Belarus |